# Seenotrettungsstation Olpenitz
Die Seenotrettungsstation Olpenitz liegt an der Ostsee in Schleswig-Holstein in der Nähe der Schleimündung. Betreiber der 2018 neu gegründeten Station ist die Deutsche Gesellschaft zur Rettung Schiffbrüchiger (DGzRS), die dort einen Seenotrettungskreuzer (SRK) stationiert hat.

## Einsatzgebiet und Zusammenarbeit
Das Revier der hauptamtlichen Seenotretter ist der nördliche Teil der deutschen Ostsee vor der Küste von Schleswig-Holstein und erstreckt sich von der Eckernförder Bucht im Süden bis zur Flensburger Bucht im Norden. Hier sind neben Ausflugsschiffen und Fischkuttern auch viele Freizeitschiffer unterwegs.
Bei größeren Einsätzen im Revier erfolgt die Unterstützung und Zusammenarbeit mit den Kollegen der Nachbarstationen:
- Boot der Seenotrettungsstation Langballigau
- Boot der Seenotrettungsstation Gelting
- Boot der Seenotrettungsstation Maasholm

## Rettungseinheit
Im September 2018 erfolgte die Verlegung der 28 Jahre alten NIS RANDERS (KRS 20) der 23,3-Meter-Klasse von der Seenotrettungsstation Maasholm zum ehemaligen Marinestützpunkt Olpenitz.
Die Neugründung der Station hatte den Hintergrund der schnelleren Erreichbarkeit des verantwortlichen Reviers vor der Küste, da Olpenitz einen direkten Zugang zur Ostsee besitzt. Von Maasholm aus konnte nur mit verminderte Geschwindigkeit der Ausgang der Schleibucht befahren werden. Schon nach zwei Monaten wurde der Kreuzer außer Dienst gestellt und durch den 20 Meter langen Neubau FRITZ KNACK ersetzt.
Details zum Schiff: 20-Meter-Klasse der DGzRS
Im Oktober 2023 teilte die DGzRS mit, dass die Station nach Maasholm zurückverlegt werden soll, weil sich das vermutete erhöhte Einsatzaufkommen für Olpenitz nicht bestätigt hatte. Da der kleine Kreuzer nicht für einen dauerhaften Aufenthalt an Bord ausgelegt ist, musste zunächst ein geeignetes Stationsgebäude in unmittelbarer Hafennähe in Maasholm gefunden werden.

## Alarmierung
Wie bei allen Seenotkreuzern der DGzRS besteht die Besatzung aus einer fest angestellten Crew. Insgesamt stehen neun hauptamtliche Kräfte zur Verfügung, die bei Bedarf von Freiwilligen unterstützt werden. Vier Personen bilden die Wache, die alle zwei Wochen abgelöst wird und sich im Stationsgebäude aufhält. Während der Dienstzeit wird laufend der Schiffsfunk mitgehört, um im Notfall sofort auslaufen zu können. Die Alarmierung erfolgt ansonsten durch die Zentrale der DGzRS in Bremen, wo die Seenotleitung Bremen (MRCC Bremen) ständig alle Alarmierungswege für die Seenotrettung überwacht.